# История Щелкунчика
«История Щелкунчика» (фр. Histoire d’un casse-noisette) — переложение сказки Э. Т. А. Гофмана «Щелкунчик и мышиный король», сделанное в 1844 году Александром Дюма-отцом и опубликованное в том же году. Несмотря на сохранение основной сюжетной линии сказки, вольный перевод Дюма представлял собой новый её вариант, отличный от оригинала. В варианте французского писателя смещены смысловые акценты, изменена атмосфера и манера изложения. Основной идеей стало всепобеждающее чувство любви, превратившее деревянного Щелкунчика в человека, что является упрощением философской концепции сказки Гофмана.
Переработка Дюма послужила первоисточником для либретто последнего балета П. И. Чайковского «Щелкунчик» (1892), которое создал балетмейстер Мариус Петипа. В связи с частичным изменением сюжета сказки Гофмана сюжетная версия либретто этого балета-феерии предстаёт в более сглаженном, сказочно-символическом виде, что продиктовано вариантом французского писателя.

## Сюжет
Действие сказки начинается в канун Рождества в немецком городе Нюрнберге, знаменитом производством детских игрушек. В этом городе жил господин президент Зильберхауз, у которого были сын и дочь. Сыну было девять лет и его звали Фриц, а его сестре Мари было семь с половиной лет. В отличие от своего толстого, хвастливого и проказливого брата, Мари была изящная, скромная, мечтательная и сострадательная девочка. Также в городе проживал их крёстный Дроссельмейер, советник медицины, занимавший такое же видное положение, как и их отец. Он увлекался изготовлением механических кукол и, невзирая на их недостатки, уверял, что рано или поздно ему удастся создать настоящих людей и животных.

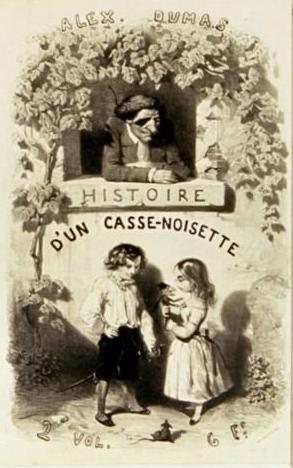
Титульный лист издания «Истории Щелкунчика» (1845)

Весь день 24 декабря Фрица и Мари не пускали в гостиную, где родители поставили и украсили рождественскую ёлку. Когда уже совсем стемнело, их наконец-то пригласили в гостиную, где дети получили многочисленные подарки, в том числе замок с движущимися фигурками от крёстного. Среди подарков Мари обнаружила красиво одетого маленького человечка с длинным туловищем и непропорциональной головой. От отца дети узнали, что этот подарок предназначен им обоим и представляет собой механическое приспособление для колки орехов, раскалывающее орех своими «зубами». Фриц практически сразу поломал Щелкунчику зубы, и за ним стала «ухаживать» Мари. Перед сном дети расставили свои новые подарки в специальный стеклянный шкаф, где хранились все их игрушки. Мари осталась в гостиной одна, занятая заботами о Щелкунчике, и в это время часы прозвонили о наступлении полуночи. После чего начались чудеса: игрушки стали оживать, а в комнату проникли полчища мышей под предводительством мышиного короля, у которого было семь коронованных голов. Мари стала пятиться к шкафу, при этом разбив стекло локтем и поранившись. Куклы и игрушки начали готовиться к бою, а во главе их стал Щелкунчик, под командованием которого образовалась целая армия с артиллерией, регулярными частями и ополчением. Однако игрушечное войско заметно уступало в численности и понесло поражение. Щелкунчик был прижат противниками к шкафу, и когда мышиный король уже было хотел с ним расправиться, в это мгновение Мари бросила в предводителя мышей свою туфельку и сбила его с ног. Она ощутила сильную боль в руке и после этого противоборствующие стороны разом пропали, а она упала без чувств.
Мари очнулась после забытья в своей кровати, узнав, что потеряла много крови от ранения. Когда она стала говорить о битве, никто ей не поверил, подумав, что она бредит. Девочку навещает Дроссельмейер, который рассказывает ей сказку об орехе Кракатук и принцессе Пирлипат. Последняя родилась в королевской семье, которой противостояли госпожа Мышильда и её мышиное племя. Чтобы избавиться от мышей, королём был приглашён Кристиан Элиас Дроссельмейер; он изготовил мышеловки и переловил всех мышей, кроме их королевы и немногих её приближённых. Мышильда покинула эти края, но прокляла королеву и её детей. Позже в результате козней Мышильды принцесса превратилась в уродца. Король возложил вину на Дроссельмейера, заявив, что если тот не вернёт его дочери прежнего облика, то будет казнён. Механик понимал, что ему не удаётся вылечить ребёнка, но он обратил внимание, что после превращения она необычайно полюбила орехи. При помощи звездочёта он выяснил, что для того чтобы вернуть её былую красоту, она должна съесть ядро ореха Кракатук, обладавшего необычайно твёрдой скорлупой. При этом этот орех должен был разгрызть «молодой человек, ещё ни разу не брившийся и всю жизнь носивший сапоги». Другим условием было то, что он должен передать ядрышко ореха принцессе, зажмурив глаза, а затем, не открывая их, отступить на семь шагов и не споткнуться при этом. Механик и звездочёт обошли весь свет в поисках соблюдения необходимых условий, но так и не смогли этого сделать, пока не побывали в Нюрнберге, где проживал брат Дроссельмейера — Кристоф Захариас, у которого был нужный им орех. Также выяснилось, что его сын Натаниэль, которого прозвали Щелкунчиком, подходит для миссии по спасению принцессы. К его голове ему приделали специальную деревянную косичку, приводящую в действие механизм для раскалывания орехов. При выполнении их замысла Натаниэлю, которому пообещали выдать за него принцессу, почти всё удалось сделать в точности, и принцесса, которой исполнилось пятнадцать лет, вновь стала красавицей. Однако когда он пятился назад, между его ног пробежала Мышильда, и он споткнулся, после чего превратился в такое же безобразное чудовище, каким только что была принцесса. При этом королева мышей была им раздавлена и издохла. Принцесса захотела увидеть своего спасителя, но король и она, увидев, что он стал безобразен, прогнали его. С ним покинули двор и Дроссельмейер со звездочётом, которые при помощи гадания выяснили, что несмотря на нынешнее положение юноша может стать принцем, если будет противостоять в битве семиголовому мышиному королю (сыну Мышильды), и при этом, несмотря на его уродство, его сможет полюбить «прекрасная дама». Они вернулись в Нюрнберг и стали ожидать свершения пророчества.
После того как Дроссельмейер рассказал Мари сказку об орехе Кракатук и принцессе Пирлипат, его крестница ещё неделю пролежала в кровати. Она рассказала домашним свою историю, но ей опять не поверили. Несколько ночей подряд к ней являлся мышиный король и угрожал загрызть Щелкунчика. Щелкунчик попросил Мари достать ему шпагу, с чем им помог Фриц, отдав саблю одного из своих солдатиков. Ночью произошла битва, в которой Щелкунчик убил мышиного короля, после чего он попросил Мари отправиться с ним в путешествие по его королевству кукол, где они увидели множество волшебных мест. В этом королевстве девочка сказала, что не отвергла бы Щелкунчика, если бы, оказывая ей услугу, он стал бы уродом. Утром Мари просыпается и рассказывает домочадцам, что с ней случилось, но ей опять не верят, прозвав «маленькой мечтательницей». В один из дней Мари узнаёт, что в город после многолетних странствий вернулся племянник его крёстного — красивый молодой человек небольшого роста. Натаниэль делает предложение руки и сердца Мари и она соглашается. С одобрения родителей они в тот же день были помолвлены, с условием, что свадьба пройдёт через год. По истечении этого срока принц приехал за Мари в великолепной карете и забрал её в Марципановый дворец, где и состоялась свадьба. По словам автора, скорее всего Мари и поныне является государыней чудесного королевства, где можно увидеть «сверкающие Рождественские леса, реки лимонада, оранжада, миндального молока и розового масла, просвечивающие насквозь дворцы из сахара чище снега и прозрачнее льда, и где, короче, можно увидеть всякого рода чудеса и диковинки, если, разумеется, твои глаза способны увидеть их».

## Создание
Французский писатель Александр Дюма наиболее известен как романист и драматург, но в огромной библиографии писателя имеются сказки и сказочные повести, как оригинальные, так и переработки произведений известных сказочников (Х. К. Андерсена, братьев Гримм и др.). Чаще всего сказки писателя первоначально публиковались в периодической печати. В 1857—1860 годах, ещё при жизни автора, они вышли в составе четырёх сборников, которые, впрочем, не охватывают все сочинения автора в этом жанре литературы. Исследователи отмечают, что литературные сказки Дюма несут отпечаток его оригинального стиля, и даже те из них, которые являются адаптациями известных сказок, «сохраняя основные сюжетные линии оригиналов, вполне могут, тем не менее, рассматриваться как самостоятельные произведения».

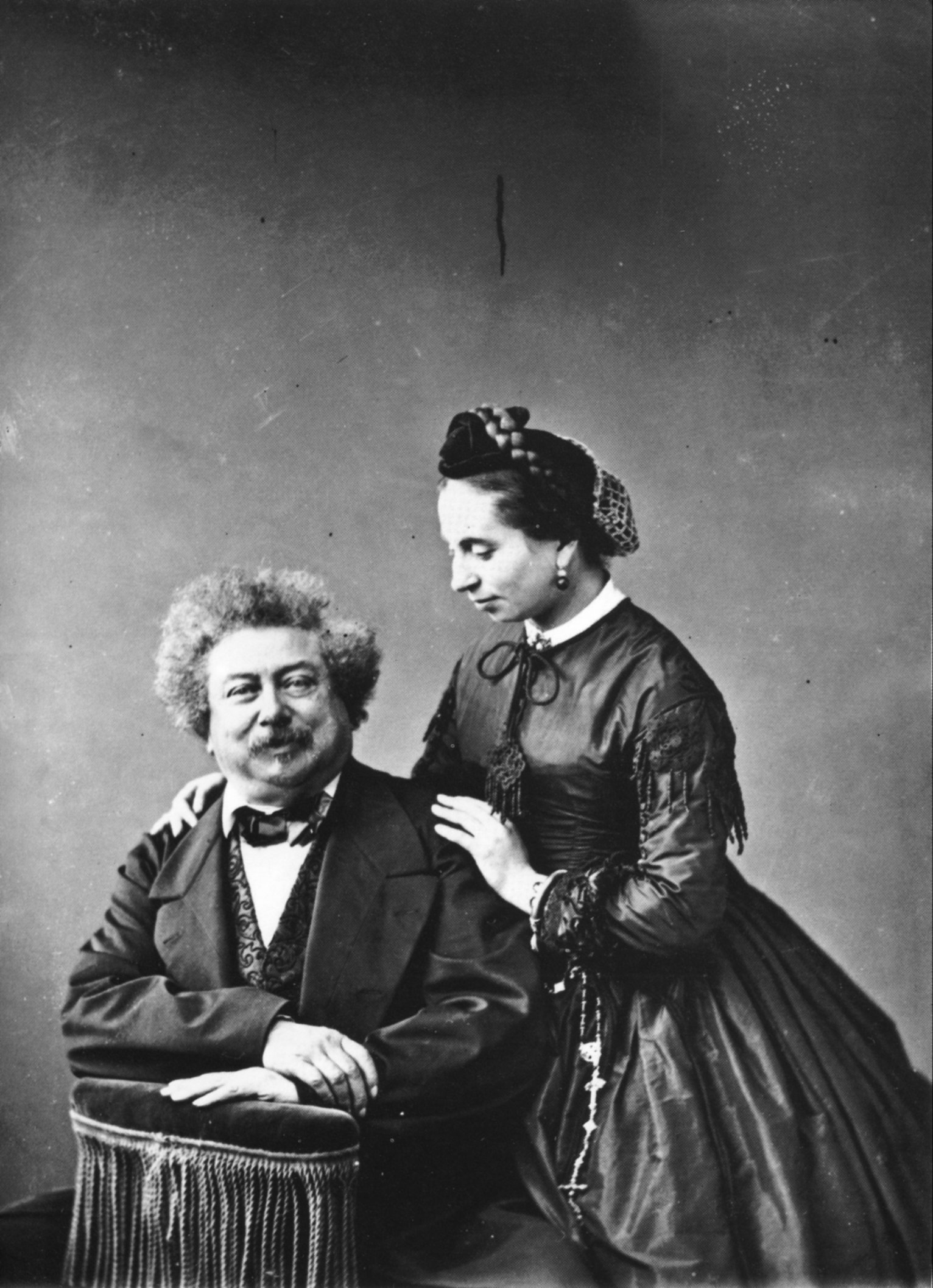
Александр Дюма с дочерью Мари Александрин. Фотография Феликса Надара ок.1865

Об истории создания литературной переработки сказки немецкого писателя-романтика Э. Т. А. Гофмана «Щелкунчик и мышиный король» Александр Дюма подробно рассказывает в предисловии своей версии, названной им «История Щелкунчика». По словам французского писателя, однажды он вместе со своей дочерью Мари Александрин присутствовал в гостях у «графа де М.», который устроил у себя дома большой детский праздник, где были дети в возрасте от восьми до десяти лет. От производимого ими шума у писателя разболелась голова, и он решил уединиться в одном из пустующих кабинетов, где, сев в вольтеровское кресло, минут через десять задремал. Чуть позже он проснулся от детских криков и смеха и увидел, что привязан к креслу, как Гулливер в стране Лилипутов. Дюма решил откупиться от детей, пообещав сводить их в кондитерский магазин или устроить фейерверк, но эти предложения были отвергнуты. Тогда его дочь предложила ему рассказать какую-нибудь «занятную сказку», на что Дюма возразил, что нет ничего сложнее, чем сочинить сказку. Но дети настаивали, и он согласился, предупредив их, что не он является автором истории, которую он им поведает. Дети охотно согласились, в связи с чем Дюма несколько обиделся: «Признаться, я был немного оскорблён тем, сколь мало настаивала моя аудитория на том, чтобы услышать моё собственное сочинение». Когда у него спросили, кто автор и как называется сказка, то писатель ответил, что сказочника зовут Гофман, а называется эта история «Щелкунчик из Нюрнберга». Анри, сын хозяев дома, в ответ сказал, что если сказка им не понравится, то писатель должен будет рассказать им другую сказку, до тех пор, пока их пленник не поведает им историю, которая их «позабавит», иначе его ждёт «пожизненное заключение». Дюма пообещал, что если его освободят, то он сделает всё, что дети пожелают. После этого дети дружно отвязали его от кресла, и он согласился рассказать сказочную историю, так как «надо держать слово, даже если даёшь его детям». После этого он пригласил своих юных слушателей усесться поудобнее, чтобы они «могли легко перейти от слушания сказки ко сну», и после этого стал рассказывать историю про Щелкунчика.
Сказка впервые была опубликована в 1844 году в «Новом журнале для детей» (фр. Le Nouveau Magasin des enfants), а первое её отдельное издание вышло во Франции в 1845 году в издательстве Этцеля.

## Художественные особенности
Исследователи отмечают, что несмотря на ряд несходств в именах героев, их характеристиках, перенесении места действия, незначительных сюжетных отличиях, коренное различие сказок Гофмана и Дюма состоит не в этом. Прежде всего оно заключается в их разной, подчас контрастной атмосфере, смысловых акцентах и манере изложения, что видно уже в предисловии к сказке Дюма. По наблюдению музыковеда И. А. Скворцовой: «Лёгкий, светский, „французский“ тон предисловия создаёт абсолютно иную атмосферу, нежели в гофмановском варианте. В ореоле такого игрового настроения и преподносятся все дальнейшие события». Писатель пересказывает сказку немецкого романтика, сохраняя хронологию событий и почти точное название глав оригинала. Небольшие авторские несоответствия имеются лишь в количестве глав, так как в отличие от Гофмана версия Дюма расширяется до шестнадцати глав. Что касается собственно самого содержания сказки, то от себя он добавляет в сюжет лишь некоторые сюжетные детали. Так, в частности, в его варианте действие происходит в Нюрнберге, так как, по его словам, это любимый немецкими детьми город игрушек (с этим связано и изменение названия сказки в предисловии — «Нюрнбергский Щелкунчик»). Отец Мари, советник медицины Штальбаум, в версии Дюма стал президентом (председателем) Зильберхуазом, что обусловило перенос действия истории во дворец. У Щелкунчика-человека появилось конкретное имя и возраст (Натаниэль Дроссельмейер, сын торговца игрушками и племянник советника медицины). В действие истории вводится новый персонаж — гувернантка Трудхен (у Гофмана так зовут одну из кукол). Главных героев версии Дюма писатель с самого начала представляет развёрнутыми характеристиками, тогда как в оригинале эти образы показаны в развитии, а их описания и характеристики размещены по всему тексту. По замечанию Скворцовой, эти небольшие сюжетные и описательные модификации имеют второстепенное значение и, по сути, не играют важной роли. По мнению того же автора, версия Дюма, несмотря на неизменность основной сюжетной линии оригинала, по своей сути представляет собой новый её вариант, отличный от сказки «Щелкунчик и мышиный король». По наблюдению И. И. Савеловой, вариант Дюма не может быть признан простым переводом, так как он значительно отличается от оригинала, и в его переложении изменились не только имена героев, но и сама атмосфера литературного произведения. К важным отличиям можно отнести: введение в повествование рассказчика, который излагает сказку; сам тон пересказа, постоянные введения фраз, часто шутливо комментирующих происходящие события; удлинение речей персонажей: обращения к слушающим сказку детям и возникающие в этой связи «витиеватые» диалоги. По мнению Скорцовой, все эти авторские модификации приводят к тому, что снимается напряжённость передачи коллизий сюжета немецкоязычного оригинала, что сглаживает его драматическую остроту:
Возникает парадокс: события и их последовательность не меняются, но исчезает основное качество гофмановского оригинала — психологизм. Этому способствует сильно отличающийся от Гофмана стиль французского литератора. Пронизанный изящными, „облегчёнными“, типично французскими интонациями речи, перевод приобретает свою „микросреду“, в контексте которой те же события, факты получают иное освещение и иначе воспринимаются.
По наблюдению Савеловой, главная идея сказки Дюма сводится к тому, что любовь превратила деревянного Щелкунчика в человека, что является значительным упрощением философского содержания оригинала Гофмана: «Дюма создал увлекательную, но весьма традиционную сказку, поэтому правомерно его произведение считать вполне самостоятельным сочинением, почти не соприкасающимся с „Щелкунчиком“ Гофмана». По мнению Савеловой, в данной ситуации речь может вестись о чисто внешних заимствованиях.

## Балет Чайковского

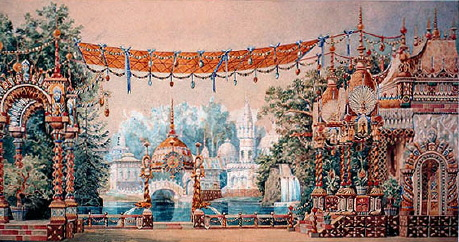
Эскизы Константина Иванова к I акту балета

6 (18) декабря 1892 года вместе с одноактной оперой «Иоланта» зрителям был представлен балет в двух действиях с прологом П. И. Чайковского «Щелкунчик», либретто к которому создал балетмейстер Мариус Петипа по мотивам сказки Гофмана и адаптации сказки, сделанной Дюма. Петипа не знал немецкого языка и, будучи по происхождению французом, при создании программы и либретто балета использовал перевод сказки Гофмана, осуществлённый Дюма. В литературе высказывались различные версии по поводу того, что является литературным первоисточником балета. Так, к их числу относили сказку Гофмана, сказку Дюма (отца) или Дюма (сына), просто перевод Дюма, и даже сочинение Дюма в переделке Гофмана.
Установлено, что к идее постановки балета, повествующего об истории Щелкунчика, Мариус Петипа обратился ещё в середине 1889 года, когда он предполагал поставить закрытый спектакль с участием учащихся хореографического отделения Санкт-Петербургского Театрального училища, где он преподавал. Считается, что работе «отца русского балета» над либретто предшествовало создание братом композитора М. И. Чайковским программы первого акта (второй акт был задуман как сюита танцев и находился в полном распоряжении хореографа) балета, но на основе её анализа установлено, что и он пользовался переложением Дюма. К этим зависимостям от варианта французского писателя можно отнести описания действующих лиц, ремарки о месте действия, характерные сюжетные функции персонажей и установку на всепобеждающее чувство любви. Вместе с тем отмечается, что важнейшую роль в изменении сюжета литературных первоисточников сыграл именно Петипа, который, отказавшись от первоначального намерения связать его с историей Великой французской революции, приблизил либретто балета к волшебной сказке, разграничив в нём реальный и фантастический миры. В связи с частичным изменением сюжета в версии Петипа события сказки предстают в «более сглаженном, сказочно-символическом виде». Балетовед Г. Н. Добровольская в своей монографии, посвящённой балету «Щелкунчик», приводя отличия между либретто и сказкой Гофмана, писала по этому поводу: «Насколько в отступлениях от Гофмана „повинен“ Александр Дюма? Факт обращения Петипа к его сказке очевиден. У Дюма можно найти объяснение некоторым переделкам, которые исследователи приписывали Петипа». Также в музыковедении отмечается, что в либретто балета многое «продиктовано именно особенностями французского перевода и его отличиями от немецкого оригинала».
Композитору, в отличие от сюжета сказки Шарля Перро, по которому был создан их предыдущий балет «Спящая красавица», первоначально сказка «Casse-Noisette» мало импонировала. Кроме того, в этот период он был расстроен, что его оперу «Пиковая дама» в Мариинском театре сняли с репертуара до осени. Поэтому он был глубоко обижен на дирекцию императорских театров и опасался, что перед гастрольной поездкой в США не успеет выполнить заказ на оперу и балет, которые должны были идти в одном представлении. После того как его заверили в полном расположении к его музыке и в том, что ждут новых его сочинений, он охотнее принялся за их создание. Так, успокоенный таким оборотом дела композитор писал 25 февраля 1891 года своему брату Модесту Чайковскому: «Я работаю изо всей мочи и начинаю примеряться с сюжетом балета. Думаю, что до отъезда большую часть закончу». Возможно, что недовольство композитора было вызвано тем упрощением, которое произвёл Петипа над сюжетом, восходящим к сказке Гофмана. Дело в том, что Чайковский познакомился с этой сказкой ещё в 1882 году и она ему понравилась, а вариант Дюма значительно упростил оригинал, фактически сведя его глубокое содержание к всепобеждающему чувству любви. В музыковедении отмечается, что в конечном итоге Чайковский в целом сумел привнести в музыкальную драматургию балета своё видение этого сюжета, которое оказалось близким к фантастическому, романтическому миру сказки Гофмана.